# 穆雷維爾 (喬治亞州)
穆雷維爾（英語：Murrayville）是位於美國喬治亞州霍爾縣的一個非建制地區。該地的面積和人口皆未知。

## 地理
穆雷維爾的座標為34°25′07″N 83°54′21″W / 34.41861°N 83.90583°W，而該地的平均海拔高度為391米（即1283英尺）。